# Edith Piafová
Edith Piafová je životopisný film z roku 1974 o mladých létech a období formování osobnosti francouzské zpěvačky Édith Piaf.

## Děj
Jedné studené prosincové noci roku 1915 rodí na špinavém chodníku pařížské ulice jakási žena. Čerstvě narozenou holčičku zabalí do pláště policisty přilákaného dětským křikem a pojmenuje Edith. Bohužel, jen tohle jediné provedla cirkusačka Annette Maillard předtím, než svěřila dceru rodičům, a dala se na útěk. Otec dívky Louis Gassion ihned po jejím narození odejel na frontu. Tak se zrodila legendární Piaf, jejíž hlas se zapsal do mysli milionům lidí na celém světě. Scénář je inspirován biografií Edith Piaf, kterou napsala nevlastní sestra zpěvačky Simone Berteaut.

## Obsazení
| Brigitte Ariel     | Édith Gassion    |
| Guy Tréjan         | Louis Leplée     |
| Pascale Christophe | Momone           |
| Pierre Vernier     | Raymond Asso     |
| Jacques Duby       | Julien           |
| Anouk Ferjac       | Madeleine        |
| Sylvie Joly        | Lulu             |
| Yvan Varco         | Félix            |
| Michel Bedetti     | Constantini      |
| François Dyrek     | Henri            |
| Gillian Gill       | Gillian Pascuale |